# Brian Wren
Brian Wren, född 1936, är en engelsk pastor och psalmförfattare.

## Psalmer
Den svenska psalmboken 1986
- Psalm 591 Det kan vi göra för rätt och för fred (This we can do for justice and for peace) 1975, översatt Anders Frostenson 1984.[4]

Psalmer i 2000-talet
- 811 Vi tackar för skörden (text)